# Coupe d'Angleterre de football 2022-2023
Navigation
Coupe d'Angleterre 2021-2022 Coupe d'Angleterre 2023-2024
La Coupe d'Angleterre 2022-2023 est la 142e édition de la FA Cup, la coupe principale dans le football anglais et la plus vieille compétition à élimination directe du monde. Elle commence par le 1er tour, le 5 novembre 2022,  et se termine par la finale, le 3 juin 2023.
Le vainqueur de la compétition se qualifie pour la phase de groupes de la Ligue Europa 2023-2024.

## Calendrier
Le calendrier est le suivant :
| Tour                        | Nom                              | Dates retenues            |
| Phase préliminaire (2022)   | Phase préliminaire (2022)        | Phase préliminaire (2022) |
| --------------------------- | -------------------------------- | ------------------------- |
| 1                           | Tour préliminaire supplémentaire | samedi 6 août 2022        |
| 2                           | Tour préliminaire                | samedi 20 août 2022       |
| 3                           | Premier tour préliminaire        | samedi 3 septembre 2022   |
| 4                           | Deuxième tour préliminaire       | samedi 17 septembre 2022  |
| 5                           | Troisième tour préliminaire      | samedi 1er octobre 2022   |
| 6                           | Quatrième tour préliminaire      | samedi 15 octobre 2022    |
| Phase finale (2022 et 2023) |                                  |                           |
| 7                           | Premier tour                     | samedi 5 novembre 2022    |
| 8                           | Deuxième tour                    | samedi 26 novembre 2022   |
| 9                           | Troisième tour (1/32 de finale)  | samedi 7 janvier 2023     |
| 10                          | Quatrième tour (1/16 de finale)  | samedi 28 janvier 2023    |
| 11                          | Cinquième tour (1/8 de finale)   | mercredi 1er mars 2023    |
| 12                          | Quarts de finale                 | samedi 18 mars 2023       |
| 13                          | Demi-finales au Stade de Wembley | samedi 22 avril 2023      |
| 14                          | Finale au Stade de Wembley       | samedi 3 juin 2023        |

## Résultats

### Phase préliminaire
Plusieurs centaines de matchs sont joués lors des tours préliminaires. Seuls sont indiqués ici les résultats à partir des 1/32 de finale.

### Troisième tour (1/32 de finale)

#### Participants
Les 20 clubs qualifiés du deuxième tour sont rejoints par les 20 clubs de Premier League et les 24 clubs de Championship qui entrent à ce tour.

Le tirage au sort a lieu le lundi 28 novembre.

#### Rencontres
| 6 janvier 2023 | Manchester United (1)                                           | 3 - 1   | Everton FC (1)                         |                                                                          |                                                                          |
| 21h00          | ( Rashford) Antony 4e · Coady 52e (csc) · Rashford 90+7e (pen.) | (1 - 1) | 14e Coady                              | Old Trafford, Manchester Spectateurs : 72 306 Arbitrage : Darren England | Old Trafford, Manchester Spectateurs : 72 306 Arbitrage : Darren England |
| 21h00          | Fernandes 28e                                                   | Rapport | 61e Godfrey · 67e Doucouré · 88e Onana | Old Trafford, Manchester Spectateurs : 72 306 Arbitrage : Darren England | Old Trafford, Manchester Spectateurs : 72 306 Arbitrage : Darren England |

| 7 janvier 2023 | Preston North End (2)                   | 3 - 1   | Huddersfield Town (2) |                                                                     |                                                                     |
| 13h30          | Lees 60e (csc) · Diaby 73e · Browne 85e | (0 - 0) | 57e Kamberi           | Deepdale, Preston Spectateurs : 6 799 Arbitrage : Anthony Backhouse | Deepdale, Preston Spectateurs : 6 799 Arbitrage : Anthony Backhouse |
| 13h30          | Rapport                                 |         |                       | Deepdale, Preston Spectateurs : 6 799 Arbitrage : Anthony Backhouse | Deepdale, Preston Spectateurs : 6 799 Arbitrage : Anthony Backhouse |

| 7 janvier 2023 | Reading FC (2)          | 2 - 0   | Watford FC (2) |                                                                        |                                                                        |
| 13h30          | Abrefa 48e · Long 90+3e | (0 - 0) |                | Madejski Stadium, Reading Spectateurs : 7 954 Arbitrage : Peter Bankes | Madejski Stadium, Reading Spectateurs : 7 954 Arbitrage : Peter Bankes |
| 13h30          | Rapport                 |         |                | Madejski Stadium, Reading Spectateurs : 7 954 Arbitrage : Peter Bankes | Madejski Stadium, Reading Spectateurs : 7 954 Arbitrage : Peter Bankes |

| 7 janvier 2023 | Tottenham Hotspur (1) | 1 - 0   | Portsmouth FC (3) |                                                                                    |                                                                                    |
| 13h30          | Kane 50e              | (0 - 0) |                   | Tottenham Hotspur Stadium, Londres Spectateurs : 60 161 Arbitrage : Thomas Bramall | Tottenham Hotspur Stadium, Londres Spectateurs : 60 161 Arbitrage : Thomas Bramall |
| 13h30          | Rapport               |         |                   | Tottenham Hotspur Stadium, Londres Spectateurs : 60 161 Arbitrage : Thomas Bramall | Tottenham Hotspur Stadium, Londres Spectateurs : 60 161 Arbitrage : Thomas Bramall |

| 7 janvier 2023 | Crystal Palace (1) | 1 - 2   | Southampton FC (1)              |                                                                     |                                                                     |
| 13h30          | Edouard 14e        | (1 - 1) | 37e Ward-Prowse · 68e Armstrong | Selhurst Park, Londres Spectateurs : 20 320 Arbitrage : Darren Bond | Selhurst Park, Londres Spectateurs : 20 320 Arbitrage : Darren Bond |
| 13h30          | Rapport            |         |                                 | Selhurst Park, Londres Spectateurs : 20 320 Arbitrage : Darren Bond | Selhurst Park, Londres Spectateurs : 20 320 Arbitrage : Darren Bond |

| 7 janvier 2023 | Gillingham FC (4) | 0 - 1   | Leicester City (1) |                                                                                |                                                                                |
| 13h30          |                   | (0 - 0) | 56e Iheanacho      | Priestfield Stadium, Gillingham Spectateurs : 8 567 Arbitrage : Samuel Barrott | Priestfield Stadium, Gillingham Spectateurs : 8 567 Arbitrage : Samuel Barrott |
| 13h30          | Rapport           |         |                    | Priestfield Stadium, Gillingham Spectateurs : 8 567 Arbitrage : Samuel Barrott | Priestfield Stadium, Gillingham Spectateurs : 8 567 Arbitrage : Samuel Barrott |

| 7 janvier 2023 | Hull City (2) | 0 - 2   | Fulham FC (1)             |                                                                             |                                                                             |
| 16h00          |               | (0 - 1) | 37e Kurzawa · 90+4e James | MKM Stadium, Kingston upon Hull Spectateurs : 14 175 Arbitrage : Josh Smith | MKM Stadium, Kingston upon Hull Spectateurs : 14 175 Arbitrage : Josh Smith |
| 16h00          | Rapport       |         |                           | MKM Stadium, Kingston upon Hull Spectateurs : 14 175 Arbitrage : Josh Smith | MKM Stadium, Kingston upon Hull Spectateurs : 14 175 Arbitrage : Josh Smith |

| 7 janvier 2023 | AFC Bournemouth (1)        | 2 - 4   | Burnley FC (2)                  |                                                                       |                                                                       |
| 16h00          | Christie 12e · Solanke 48e | (1 - 4) | 6e 57e Benson · 39e 43e Zaroury | Dean Court, Bournemouth Spectateurs : 10 116 Arbitrage : Tim Robinson | Dean Court, Bournemouth Spectateurs : 10 116 Arbitrage : Tim Robinson |
| 16h00          | Rapport                    |         |                                 | Dean Court, Bournemouth Spectateurs : 10 116 Arbitrage : Tim Robinson | Dean Court, Bournemouth Spectateurs : 10 116 Arbitrage : Tim Robinson |

| 7 janvier 2023 | Shrewsbury Town (3) | 1 - 2   | Sunderland AFC (2)           |                                                                     |                                                                     |
| 16h00          | Pennington 81e      | (0 - 0) | 90+2e Stewart · 90+4e O'Nien | New Meadow, Shrewsbury Spectateurs : 6 309 Arbitrage : Matt Donohue | New Meadow, Shrewsbury Spectateurs : 6 309 Arbitrage : Matt Donohue |
| 16h00          | Rapport             |         |                              | New Meadow, Shrewsbury Spectateurs : 6 309 Arbitrage : Matt Donohue | New Meadow, Shrewsbury Spectateurs : 6 309 Arbitrage : Matt Donohue |

| 7 janvier 2023 | Blackpool FC (2)                                     | 4 - 1   | Nottingham Forest (1) |                                                                            |                                                                            |
| 16h00          | Ekpiteta 17e · Poveda 64e · Hamilton 71e · Yates 87e | (1 - 0) | 90+2e Yates           | Bloomfield Road, Blackpool Spectateurs : 8 750 Arbitrage : James Linington | Bloomfield Road, Blackpool Spectateurs : 8 750 Arbitrage : James Linington |
| 16h00          | Rapport                                              |         |                       | Bloomfield Road, Blackpool Spectateurs : 8 750 Arbitrage : James Linington | Bloomfield Road, Blackpool Spectateurs : 8 750 Arbitrage : James Linington |

| 7 janvier 2023 | Fleetwood Town (3)        | 2 - 1   | Queens Park Rangers (2) |                                                                            |                                                                            |
| 16h00          | Nsiala 40e · Omochere 67e | (1 - 1) | 37e Field               | Highbury Stadium, Fleetwood Spectateurs : 3 151 Arbitrage : Stephen Martin | Highbury Stadium, Fleetwood Spectateurs : 3 151 Arbitrage : Stephen Martin |
| 16h00          | Rapport                   |         |                         | Highbury Stadium, Fleetwood Spectateurs : 3 151 Arbitrage : Stephen Martin | Highbury Stadium, Fleetwood Spectateurs : 3 151 Arbitrage : Stephen Martin |

| 7 janvier 2023 | Ipswich Town (3)                                            | 4 - 1   | Rotherham United (2) |                                                                        |                                                                        |
| 16h00          | Humphreys 43e · Chaplin 74e (pen.) · Ladapo 79e · Burns 87e | (1 - 0) | 47e Washington       | Portman Road, Ipswich Spectateurs : 15 728 Arbitrage : Seb Stockbridge | Portman Road, Ipswich Spectateurs : 15 728 Arbitrage : Seb Stockbridge |
| 16h00          | Rapport                                                     |         |                      | Portman Road, Ipswich Spectateurs : 15 728 Arbitrage : Seb Stockbridge | Portman Road, Ipswich Spectateurs : 15 728 Arbitrage : Seb Stockbridge |

| 7 janvier 2023 | Middlesbrough FC (2) | 1 - 5   | Brighton & Hove Albion (1)                               |                                                                                |                                                                                |
| 16h00          | Akpom 13e            | (1 - 2) | 8e Groß · 29e Lallana · 58e 80e Mac Allister · 88e Undav | Riverside Stadium, Middlesbrough Spectateurs : 21 982 Arbitrage : Simon Hooper | Riverside Stadium, Middlesbrough Spectateurs : 21 982 Arbitrage : Simon Hooper |
| 16h00          | Rapport              |         |                                                          | Riverside Stadium, Middlesbrough Spectateurs : 21 982 Arbitrage : Simon Hooper | Riverside Stadium, Middlesbrough Spectateurs : 21 982 Arbitrage : Simon Hooper |

| 7 janvier 2023 | Boreham Wood (5) | 1 - 1   | Accrington Stanley (3) |                                                                          |                                                                          |
| 16h00          | Ndlovu 78e       | (0 - 1) | 6e Astley              | Meadow Park, Borehamwood Spectateurs : 2 001 Arbitrage : Oliver Langford | Meadow Park, Borehamwood Spectateurs : 2 001 Arbitrage : Oliver Langford |
| 16h00          | Rapport          |         |                        | Meadow Park, Borehamwood Spectateurs : 2 001 Arbitrage : Oliver Langford | Meadow Park, Borehamwood Spectateurs : 2 001 Arbitrage : Oliver Langford |

| 7 janvier 2023 | Chesterfield FC (5)         | 3 - 3   | West Bromwich Albion (2)                   |                                                                            |                                                                            |
| 16h00          | Williams 7e · Dobra 36e 41e | (3 - 2) | 2e 90+3e Thomas-Asante · 17e Ahearne-Grant | Proact Stadium, Chesterfield Spectateurs : 9 819 Arbitrage : Rebecca Welch | Proact Stadium, Chesterfield Spectateurs : 9 819 Arbitrage : Rebecca Welch |
| 16h00          | Rapport                     |         |                                            | Proact Stadium, Chesterfield Spectateurs : 9 819 Arbitrage : Rebecca Welch | Proact Stadium, Chesterfield Spectateurs : 9 819 Arbitrage : Rebecca Welch |

| 7 janvier 2023 | Millwall FC (2) | 0 - 2   | Sheffield United (2)     |                                                              |                                                              |
| 16h00          |                 | (0 - 0) | 23e Jebbison · 36e Bogle | The Den, Londres Spectateurs : 7 268 Arbitrage : John Brooks | The Den, Londres Spectateurs : 7 268 Arbitrage : John Brooks |
| 16h00          | Rapport         |         |                          | The Den, Londres Spectateurs : 7 268 Arbitrage : John Brooks | The Den, Londres Spectateurs : 7 268 Arbitrage : John Brooks |

| 7 janvier 2023 | Coventry City (2)                     | 3 - 4   | Wrexham AFC (5)                                 |                                                                                      |                                                                                      |
| 18h30          | Sheaf 36e · Gyökeres 69e · Palmer 76e | (1 - 2) | 12e Dalby · 18e Lee · 51e O'Connor · 58e Mullin | Coventry Building Society Arena, Coventry Spectateurs : 18 218 Arbitrage : Tom Nield | Coventry Building Society Arena, Coventry Spectateurs : 18 218 Arbitrage : Tom Nield |
| 18h30          | Rapport                               |         |                                                 | Coventry Building Society Arena, Coventry Spectateurs : 18 218 Arbitrage : Tom Nield | Coventry Building Society Arena, Coventry Spectateurs : 18 218 Arbitrage : Tom Nield |

| 7 janvier 2023 | Grimsby Town (4) | 1 - 0   | Burton Albion (3) |                                                                               |                                                                               |
| 18h30          | Richardson 76e   | (0 - 0) |                   | Blundell Park, Cleethorpes Spectateurs : 5 447 Arbitrage : Charles Breakspear | Blundell Park, Cleethorpes Spectateurs : 5 447 Arbitrage : Charles Breakspear |
| 18h30          | Rapport          |         |                   | Blundell Park, Cleethorpes Spectateurs : 5 447 Arbitrage : Charles Breakspear | Blundell Park, Cleethorpes Spectateurs : 5 447 Arbitrage : Charles Breakspear |

| 7 janvier 2023 | Luton Town (2) | 1 - 1   | Wigan Athletic (2) |                                                                   |                                                                   |
| 18h30          | Cornick 46e    | (0 - 1) | 17e Naylor         | Kenilworth Road, Luton Spectateurs : 5 660 Arbitrage : David Webb | Kenilworth Road, Luton Spectateurs : 5 660 Arbitrage : David Webb |
| 18h30          | Rapport        |         |                    | Kenilworth Road, Luton Spectateurs : 5 660 Arbitrage : David Webb | Kenilworth Road, Luton Spectateurs : 5 660 Arbitrage : David Webb |

| 7 janvier 2023 | Brentford FC (1) | 0 - 1   | West Ham United (1) |                                                                                    |                                                                                    |
| 18h30          |                  | (0 - 0) | 79e Said Benrahma   | Gtech Community Stadium, Brentford Spectateurs : 16 725 Arbitrage : Andre Marriner | Gtech Community Stadium, Brentford Spectateurs : 16 725 Arbitrage : Andre Marriner |
| 18h30          | Rapport          |         |                     | Gtech Community Stadium, Brentford Spectateurs : 16 725 Arbitrage : Andre Marriner | Gtech Community Stadium, Brentford Spectateurs : 16 725 Arbitrage : Andre Marriner |

| 7 janvier 2023 | Sheffield Wednesday (3) | 2 - 1   | Newcastle United (1) |                                                                            |                                                                            |
| 19h00          | Windass 52e 65e         | (0 - 0) |                      | Hillsborough, Sheffield Spectateurs : 25 884 Arbitrage : Michael Salisbury | Hillsborough, Sheffield Spectateurs : 25 884 Arbitrage : Michael Salisbury |
| 19h00          | Rapport                 |         |                      | Hillsborough, Sheffield Spectateurs : 25 884 Arbitrage : Michael Salisbury | Hillsborough, Sheffield Spectateurs : 25 884 Arbitrage : Michael Salisbury |

| 7 janvier 2023 | Liverpool FC (1)      | 2 - 2   | Wolverhampton Wanderers (1) |                                                                 |                                                                 |
| 21h00          | Núñez 45e · Salah 52e | (1 - 1) | 26e Guedes · 66e Hwang      | Anfield, Liverpool Spectateurs : 52 636 Arbitrage : Andy Madley | Anfield, Liverpool Spectateurs : 52 636 Arbitrage : Andy Madley |
| 21h00          | Rapport               |         |                             | Anfield, Liverpool Spectateurs : 52 636 Arbitrage : Andy Madley | Anfield, Liverpool Spectateurs : 52 636 Arbitrage : Andy Madley |

| 8 janvier 2023 | Derby County (3)                                   | 3 - 0   | Barnsley FC (3) |                                                                               |                                                                               |
| 13h30          | Collins 45+1e (pen.) · Barkhuizen 60e · Knight 79e | (1 - 0) |                 | Pride Park Stadium, Derby Spectateurs : 11 512 Arbitrage : Sunny Sukhvir Gill | Pride Park Stadium, Derby Spectateurs : 11 512 Arbitrage : Sunny Sukhvir Gill |
| 13h30          | Rapport                                            |         |                 | Pride Park Stadium, Derby Spectateurs : 11 512 Arbitrage : Sunny Sukhvir Gill | Pride Park Stadium, Derby Spectateurs : 11 512 Arbitrage : Sunny Sukhvir Gill |

| 8 janvier 2023 | Bristol City (2) | 1 - 1   | Swansea City (2) |                                                                            |                                                                            |
| 13h30          | Semenyo 75e      | (0 - 1) | 15e Piroe        | Ashton Gate Stadium, Bristol Spectateurs : 12 145 Arbitrage : Craig Pawson | Ashton Gate Stadium, Bristol Spectateurs : 12 145 Arbitrage : Craig Pawson |
| 13h30          | Rapport          |         |                  | Ashton Gate Stadium, Bristol Spectateurs : 12 145 Arbitrage : Craig Pawson | Ashton Gate Stadium, Bristol Spectateurs : 12 145 Arbitrage : Craig Pawson |

| 8 janvier 2023 | Stockport County (4) | 1 - 2   | Walsall FC (4)                      |                                                                        |                                                                        |
| 15h00          | Madden 88e           | (0 - 0) | 63e Johnson · 90+5e (pen.) Williams | Edgeley Park, Stockport Spectateurs : 9 178 Arbitrage : Andrew Kitchen | Edgeley Park, Stockport Spectateurs : 9 178 Arbitrage : Andrew Kitchen |
| 15h00          | Rapport              |         |                                     | Edgeley Park, Stockport Spectateurs : 9 178 Arbitrage : Andrew Kitchen | Edgeley Park, Stockport Spectateurs : 9 178 Arbitrage : Andrew Kitchen |

| 8 janvier 2023 | Norwich City (2) | 0 - 1   | Blackburn Rovers (2) |                                                                  |                                                                  |
| 15h00          |                  | (0 - 1) | 31e Vale             | Carrow Road, Norwich Spectateurs : 20 472 Arbitrage : Gavin Ward | Carrow Road, Norwich Spectateurs : 20 472 Arbitrage : Gavin Ward |
| 15h00          | Rapport          |         |                      | Carrow Road, Norwich Spectateurs : 20 472 Arbitrage : Gavin Ward | Carrow Road, Norwich Spectateurs : 20 472 Arbitrage : Gavin Ward |

| 8 janvier 2023 | Cardiff City (2)        | 2 - 2   | Leeds United (1)           |                                                                               |                                                                               |
| 15h00          | Philogene 24e · Ojo 31e | (2 - 0) | 65e Moreno · 90+3e Perkins | Cardiff City Stadium, Cardiff Spectateurs : 20 324 Arbitrage : Jarred Gillett | Cardiff City Stadium, Cardiff Spectateurs : 20 324 Arbitrage : Jarred Gillett |
| 15h00          | Rapport                 |         |                            | Cardiff City Stadium, Cardiff Spectateurs : 20 324 Arbitrage : Jarred Gillett | Cardiff City Stadium, Cardiff Spectateurs : 20 324 Arbitrage : Jarred Gillett |

| 8 janvier 2023 | Hartlepool United (4) | 0 - 3   | Stoke City (2)                                    |                                                                     |                                                                     |
| 15h00          |                       | (0 - 2) | 16e (csc) Murray · 43e Brown · 48e (csc) Menayese | Victoria Park, Hartlepool Spectateurs : 4 340 Arbitrage : Ben Toner | Victoria Park, Hartlepool Spectateurs : 4 340 Arbitrage : Ben Toner |
| 15h00          | Rapport               |         |                                                   | Victoria Park, Hartlepool Spectateurs : 4 340 Arbitrage : Ben Toner | Victoria Park, Hartlepool Spectateurs : 4 340 Arbitrage : Ben Toner |

| 8 janvier 2023 | Manchester City (1)                                    | 4 - 0   | Chelsea FC (1) |                                                                          |                                                                          |
| 17h30          | Mahrez 23e 85e (pen.) · Álvarez 30e (pen.) · Foden 38e | (3 - 0) |                | Etihad Stadium, Manchester Spectateurs : 51 505 Arbitrage : Robert Jones | Etihad Stadium, Manchester Spectateurs : 51 505 Arbitrage : Robert Jones |
| 17h30          | Rapport                                                |         |                | Etihad Stadium, Manchester Spectateurs : 51 505 Arbitrage : Robert Jones | Etihad Stadium, Manchester Spectateurs : 51 505 Arbitrage : Robert Jones |

| 8 janvier 2023 | Aston Villa (1) | 1 - 2   | Stevenage FC (4)        |                                                                      |                                                                      |
| 15h00          | Sanson 33e      | (1 - 0) | 88e Reid · 90e Campbell | Villa Park, Birmingham Spectateurs : 32 343 Arbitrage : Graham Scott | Villa Park, Birmingham Spectateurs : 32 343 Arbitrage : Graham Scott |
| 15h00          | Rapport         |         |                         | Villa Park, Birmingham Spectateurs : 32 343 Arbitrage : Graham Scott | Villa Park, Birmingham Spectateurs : 32 343 Arbitrage : Graham Scott |

| 9 janvier 2023 | Oxford United (3) | 0 - 3   | Arsenal FC (1)               |                                                                     |                                                                     |
| 21h00          |                   | (0 - 0) | 63e Elneny · 70e 76e Nketiah | Kassam Stadium, Oxford Spectateurs : 11 538 Arbitrage : David Coote | Kassam Stadium, Oxford Spectateurs : 11 538 Arbitrage : David Coote |
| 21h00          | Rapport           |         |                              | Kassam Stadium, Oxford Spectateurs : 11 538 Arbitrage : David Coote | Kassam Stadium, Oxford Spectateurs : 11 538 Arbitrage : David Coote |

| 17 janvier 2023 | Forest Green Rovers (3) | 1 - 2   | Birmingham City (2)       |                                                                      |                                                                      |
| 20h45           | Stevenson 8e            | (1 - 0) | 50e Jutkiewicz · 65e Long | The New Lawn, Nailsworth Spectateurs : 3 701 Arbitrage : Sam Allison | The New Lawn, Nailsworth Spectateurs : 3 701 Arbitrage : Sam Allison |
| 20h45           | Rapport                 |         |                           | The New Lawn, Nailsworth Spectateurs : 3 701 Arbitrage : Sam Allison | The New Lawn, Nailsworth Spectateurs : 3 701 Arbitrage : Sam Allison |

#### Replay
| 17 janvier 2023 | Wigan Athletic (2) | 1 - 2   | Luton Town (2)              |                                                                |                                                                |
| 20h45           | Stevenson 8e       | (1 - 0) | 51e Woodrow · 90+8e Adebayo | DW Stadium, Wigan Spectateurs : 5 668 Arbitrage : Matt Donohue | DW Stadium, Wigan Spectateurs : 5 668 Arbitrage : Matt Donohue |
| 20h45           | Rapport            |         |                             | DW Stadium, Wigan Spectateurs : 5 668 Arbitrage : Matt Donohue | DW Stadium, Wigan Spectateurs : 5 668 Arbitrage : Matt Donohue |

| 17 janvier 2023 | Wolverhampton Wanderers (1) | 0 - 1   | Liverpool FC (1) |                                                                                 |                                                                                 |
| 20h45           |                             | (0 - 1) | 13e Elliott      | Molineux Stadium, Wolverhampton Spectateurs : 30 948 Arbitrage : Andre Marriner | Molineux Stadium, Wolverhampton Spectateurs : 30 948 Arbitrage : Andre Marriner |
| 20h45           | Rapport                     |         |                  | Molineux Stadium, Wolverhampton Spectateurs : 30 948 Arbitrage : Andre Marriner | Molineux Stadium, Wolverhampton Spectateurs : 30 948 Arbitrage : Andre Marriner |

| 17 janvier 2023 | Swansea City (2) | 1 - 2 a. p.           | Bristol City (2)      |                                                                            |                                                                            |
| 20h45           | Cooper 73e       | (1 - 1, 1 - 1, 1 - 1) | 62e Sykes · 112e Bell | Swansea.com Stadium, Swansea Spectateurs : 10 030 Arbitrage : Graham Scott | Swansea.com Stadium, Swansea Spectateurs : 10 030 Arbitrage : Graham Scott |
| 20h45           | Rapport          |                       |                       | Swansea.com Stadium, Swansea Spectateurs : 10 030 Arbitrage : Graham Scott | Swansea.com Stadium, Swansea Spectateurs : 10 030 Arbitrage : Graham Scott |

| 17 janvier 2023 | West Bromwich Albion (2)                              | 4 - 0   | Chesterfield FC (5) |                                                                            |                                                                            |
| 21h00           | Swift 23e · Rogić 48e · Livermore 54e · Malcolm 90+1e | (1 - 0) |                     | The Hawthorns, West Bromwich Spectateurs : 12 638 Arbitrage : Tim Robinson | The Hawthorns, West Bromwich Spectateurs : 12 638 Arbitrage : Tim Robinson |
| 21h00           | Rapport                                               |         |                     | The Hawthorns, West Bromwich Spectateurs : 12 638 Arbitrage : Tim Robinson | The Hawthorns, West Bromwich Spectateurs : 12 638 Arbitrage : Tim Robinson |

| 18 janvier 2023 | Leeds United (1)                               | 5 - 2   | Cardiff City (2)          |                                                                    |                                                                    |
| 20h45           | Gnonto 1re 36e · Rodrigo 34e · Bamford 71e 76e | (3 - 0) | 84e 90+3e (pen.) Robinson | Elland Road, Leeds Spectateurs : 34 465 Arbitrage : Thomas Bramall | Elland Road, Leeds Spectateurs : 34 465 Arbitrage : Thomas Bramall |
| 20h45           | Rapport                                        |         |                           | Elland Road, Leeds Spectateurs : 34 465 Arbitrage : Thomas Bramall | Elland Road, Leeds Spectateurs : 34 465 Arbitrage : Thomas Bramall |

| 24 janvier 2023 | Accrington Stanley (3) | 1 - 0 a. p.           | Boreham Wood (5) |                                                                        |                                                                        |
| 20h45           | Leigh 97e              | (0 - 0, 0 - 0, 1 - 0) |                  | Crown Ground, Borehamwood Spectateurs : 1 940 Arbitrage : Scott Oldham | Crown Ground, Borehamwood Spectateurs : 1 940 Arbitrage : Scott Oldham |
| 20h45           | Rapport                |                       |                  | Crown Ground, Borehamwood Spectateurs : 1 940 Arbitrage : Scott Oldham | Crown Ground, Borehamwood Spectateurs : 1 940 Arbitrage : Scott Oldham |

### Quatrième tour (1/16 de finale)

#### Participants
Le tirage au sort a lieu le 8 janvier 2023.

#### Rencontres
Les rencontres sont prévues le samedi 28 janvier 2023.
| 27 janvier 2023 | Manchester City (1) | 1 - 0   | Arsenal FC (1) |                                                                          |                                                                          |
| 21h00           | Aké 64e             | (0 - 0) |                | Etihad Stadium, Manchester Spectateurs : 51 694 Arbitrage : Paul Tierney | Etihad Stadium, Manchester Spectateurs : 51 694 Arbitrage : Paul Tierney |
| 21h00           | Rapport             |         |                | Etihad Stadium, Manchester Spectateurs : 51 694 Arbitrage : Paul Tierney | Etihad Stadium, Manchester Spectateurs : 51 694 Arbitrage : Paul Tierney |

| 28 janvier 2023 | Walsall FC (4) | 0 - 1   | Leicester City (1) |                                                                     |                                                                     |
| 13h30           |                | (0 - 1) | 68e Iheanacho      | Bescot Stadium, Walsall Spectateurs : 10 297 Arbitrage : Gavin Ward | Bescot Stadium, Walsall Spectateurs : 10 297 Arbitrage : Gavin Ward |
| 13h30           | Rapport        |         |                    | Bescot Stadium, Walsall Spectateurs : 10 297 Arbitrage : Gavin Ward | Bescot Stadium, Walsall Spectateurs : 10 297 Arbitrage : Gavin Ward |

| 28 janvier 2023 | Accrington Stanley (3) | 1 - 3   | Leeds United (1)                          |                                                                     |                                                                     |
| 13h30           | Adekoya 81e            | (0 - 1) | 23e Harrison · 66e Firpo · 68e Sinisterra | Crown Ground, Accrington Spectateurs : 5 268 Arbitrage : Josh Smith | Crown Ground, Accrington Spectateurs : 5 268 Arbitrage : Josh Smith |
| 13h30           | Rapport                |         |                                           | Crown Ground, Accrington Spectateurs : 5 268 Arbitrage : Josh Smith | Crown Ground, Accrington Spectateurs : 5 268 Arbitrage : Josh Smith |

| 28 janvier 2023 | Bristol City (2)         | 3 - 0   | West Bromwich Albion (2) |                                                                            |                                                                            |
| 16h00           | Bell 12e 48e · Scott 28e | (2 - 0) |                          | Ashton Gate Stadium, Bristol Spectateurs : 15 754 Arbitrage : Matt Donohue | Ashton Gate Stadium, Bristol Spectateurs : 15 754 Arbitrage : Matt Donohue |
| 16h00           | Rapport                  |         |                          | Ashton Gate Stadium, Bristol Spectateurs : 15 754 Arbitrage : Matt Donohue | Ashton Gate Stadium, Bristol Spectateurs : 15 754 Arbitrage : Matt Donohue |

| 28 janvier 2023 | Southampton FC (1) | 2 - 1   | Blackpool FC (2) |                                                                              |                                                                              |
| 16h00           | Perraud 22e 62e    | (1 - 0) | 67e Patino       | St Mary's Stadium, Southampton Spectateurs : 20 665 Arbitrage : Craig Pawson | St Mary's Stadium, Southampton Spectateurs : 20 665 Arbitrage : Craig Pawson |
| 16h00           | Rapport            |         |                  | St Mary's Stadium, Southampton Spectateurs : 20 665 Arbitrage : Craig Pawson | St Mary's Stadium, Southampton Spectateurs : 20 665 Arbitrage : Craig Pawson |

| 28 janvier 2023 | Ipswich Town (3) | 0 - 0   | Burnley FC (2) |                                                                  |                                                                  |
| 16h00           |                  | (0 - 0) |                | Portman Road, Ipswich Spectateurs : 25 420 Arbitrage : Tom Nield | Portman Road, Ipswich Spectateurs : 25 420 Arbitrage : Tom Nield |
| 16h00           | Rapport          |         |                | Portman Road, Ipswich Spectateurs : 25 420 Arbitrage : Tom Nield | Portman Road, Ipswich Spectateurs : 25 420 Arbitrage : Tom Nield |

| 28 janvier 2023 | Luton Town (2)                 | 2 - 2   | Grimsby Town (4)          |                                                                     |                                                                     |
| 16h00           | Adebayo 49e (pen.) · Clark 66e | (0 - 1) | 43e Holohan · 67e Clifton | Kenilworth Road, Luton Spectateurs : 8 552 Arbitrage : Tim Robinson | Kenilworth Road, Luton Spectateurs : 8 552 Arbitrage : Tim Robinson |
| 16h00           | Rapport                        |         |                           | Kenilworth Road, Luton Spectateurs : 8 552 Arbitrage : Tim Robinson | Kenilworth Road, Luton Spectateurs : 8 552 Arbitrage : Tim Robinson |

| 28 janvier 2023 | Blackburn Rovers (2)           | 2 - 2   | Birmingham City (2)     |                                                                     |                                                                     |
| 16h00           | Dack 33e · Rankin-Costello 46e | (1 - 1) | 3e Khadra · 90+1e James | Ewood Park, Blackburn Spectateurs : 13 687 Arbitrage : Keith Stroud | Ewood Park, Blackburn Spectateurs : 13 687 Arbitrage : Keith Stroud |
| 16h00           | Rapport                        |         |                         | Ewood Park, Blackburn Spectateurs : 13 687 Arbitrage : Keith Stroud | Ewood Park, Blackburn Spectateurs : 13 687 Arbitrage : Keith Stroud |

| 28 janvier 2023 | Sheffield Wednesday (3) | 1 - 1   | Fleetwood Town (3) |                                                                             |                                                                             |
| 16h00           | Earl 71e (csc)          | (0 - 0) | 52e Omochere       | Hillsborough, Sheffield Spectateurs : 15 743 Arbitrage : Charles Breakspear | Hillsborough, Sheffield Spectateurs : 15 743 Arbitrage : Charles Breakspear |
| 16h00           | Rapport                 |         |                    | Hillsborough, Sheffield Spectateurs : 15 743 Arbitrage : Charles Breakspear | Hillsborough, Sheffield Spectateurs : 15 743 Arbitrage : Charles Breakspear |

| 28 janvier 2023 | Fulham FC (1) | 1 - 1   | Sunderland AFC (2) |                                                                            |                                                                            |
| 16h00           | Cairney 61e   | (0 - 1) | 6e Clarke          | Craven Cottage, Londres Spectateurs : 22 905 Arbitrage : Michael Salisbury | Craven Cottage, Londres Spectateurs : 22 905 Arbitrage : Michael Salisbury |
| 16h00           | Rapport       |         |                    | Craven Cottage, Londres Spectateurs : 22 905 Arbitrage : Michael Salisbury | Craven Cottage, Londres Spectateurs : 22 905 Arbitrage : Michael Salisbury |

| 28 janvier 2023 | Preston North End (2) | 0 - 3   | Tottenham Hotspur (1)     |                                                                 |                                                                 |
| 19h00           |                       | (0 - 0) | 50e 69e Son · 87e Danjuma | Deepdale, Preston Spectateurs : 21 219 Arbitrage : Peter Bankes | Deepdale, Preston Spectateurs : 21 219 Arbitrage : Peter Bankes |
| 19h00           | Rapport               |         |                           | Deepdale, Preston Spectateurs : 21 219 Arbitrage : Peter Bankes | Deepdale, Preston Spectateurs : 21 219 Arbitrage : Peter Bankes |

| 28 janvier 2023 | Manchester United (1)       | 3 - 1   | Reading FC (2)     |                                                                          |                                                                          |
| 21h00           | Casemiro 54e 58e · Fred 66e | (0 - 0) | 72e Amadou Mbengue | Old Trafford, Manchester Spectateurs : 73 460 Arbitrage : Darren England | Old Trafford, Manchester Spectateurs : 73 460 Arbitrage : Darren England |
| 21h00           | Rapport                     |         |                    | Old Trafford, Manchester Spectateurs : 73 460 Arbitrage : Darren England | Old Trafford, Manchester Spectateurs : 73 460 Arbitrage : Darren England |

| 29 janvier 2023 | Brighton & Hove Albion (1) | 2 - 1   | Liverpool FC (1) |                                                                               |                                                                               |
| 14h30           | Dunk 39e · Mitoma 90+2e    | (1 - 1) | 30e Elliott      | Falmer Stadium, Brighton et Hove Spectateurs : 31 675 Arbitrage : David Coote | Falmer Stadium, Brighton et Hove Spectateurs : 31 675 Arbitrage : David Coote |
| 14h30           | Rapport                    |         |                  | Falmer Stadium, Brighton et Hove Spectateurs : 31 675 Arbitrage : David Coote | Falmer Stadium, Brighton et Hove Spectateurs : 31 675 Arbitrage : David Coote |

| 29 janvier 2023 | Stoke City (2)                            | 3 - 1   | Stevenage FC (4) |                                                                            |                                                                            |
| 15h00           | Brown 3e · Laurent 73e · Baker 80e (pen.) | (1 - 0) | 70e Reid         | Bet365 Stadium, Stoke-on-Trent Spectateurs : 14 392 Arbitrage : David Webb | Bet365 Stadium, Stoke-on-Trent Spectateurs : 14 392 Arbitrage : David Webb |
| 15h00           | Rapport                                   |         |                  | Bet365 Stadium, Stoke-on-Trent Spectateurs : 14 392 Arbitrage : David Webb | Bet365 Stadium, Stoke-on-Trent Spectateurs : 14 392 Arbitrage : David Webb |

| 29 janvier 2023 | Wrexham AFC (5)                       | 3 - 3   | Sheffield United (2)                   |                                                                            |                                                                            |
| 17h30           | Jones 50e · O'Connor 61e · Mullin 86e | (0 - 1) | 2e McBurnie · 65e Norwood · 90+5e Egan | Racecourse Ground, Wrexham Spectateurs : 9 949 Arbitrage : Dean Whitestone | Racecourse Ground, Wrexham Spectateurs : 9 949 Arbitrage : Dean Whitestone |
| 17h30           | Rapport                               |         |                                        | Racecourse Ground, Wrexham Spectateurs : 9 949 Arbitrage : Dean Whitestone | Racecourse Ground, Wrexham Spectateurs : 9 949 Arbitrage : Dean Whitestone |

| 30 janvier 2023 | Derby County (3) | 0 - 2   | West Ham United (1)     |                                                                           |                                                                           |
| 20h45           |                  | (0 - 1) | 10e Bowen · 50e Antonio | Pride Park Stadium, Derby Spectateurs : 25 308 Arbitrage : Thomas Bramall | Pride Park Stadium, Derby Spectateurs : 25 308 Arbitrage : Thomas Bramall |
| 20h45           | Rapport          |         |                         | Pride Park Stadium, Derby Spectateurs : 25 308 Arbitrage : Thomas Bramall | Pride Park Stadium, Derby Spectateurs : 25 308 Arbitrage : Thomas Bramall |

#### Replay
| 31 janvier 2023 | Birmingham City (2) | 0 - 1 a. p.           | Blackburn Rovers (2) |                                                                        |                                                                        |
| 20h45           |                     | (0 - 0, 0 - 0, 0 - 1) | 100e (csc) Trusty    | St Andrew's, Birmingham Spectateurs : 7 183 Arbitrage : Stephen Martin | St Andrew's, Birmingham Spectateurs : 7 183 Arbitrage : Stephen Martin |
| 20h45           | Rapport             |                       |                      | St Andrew's, Birmingham Spectateurs : 7 183 Arbitrage : Stephen Martin | St Andrew's, Birmingham Spectateurs : 7 183 Arbitrage : Stephen Martin |

| 7 février 2023 | Burnley FC (2) | 2 - 1   | Ipswich Town (3) |                                                                  |                                                                  |
| 20h45          | Tella 2e 90+4e | (1 - 1) | 3e Hirst         | Turf Moor, Burnley Spectateurs : 11 543 Arbitrage : Scott Oldham | Turf Moor, Burnley Spectateurs : 11 543 Arbitrage : Scott Oldham |
| 20h45          | Rapport        |         |                  | Turf Moor, Burnley Spectateurs : 11 543 Arbitrage : Scott Oldham | Turf Moor, Burnley Spectateurs : 11 543 Arbitrage : Scott Oldham |

| 7 février 2023 | Grimsby Town (4)                 | 3 - 0   | Luton Town (2) |                                                                           |                                                                           |
| 20h45          | Clifton 9e · Orsi 28e · Amos 50e | (3 - 0) |                | Blundell Park, Cleethorpes Spectateurs : 7 051 Arbitrage : Samuel Barrott | Blundell Park, Cleethorpes Spectateurs : 7 051 Arbitrage : Samuel Barrott |
| 20h45          | Rapport                          |         |                | Blundell Park, Cleethorpes Spectateurs : 7 051 Arbitrage : Samuel Barrott | Blundell Park, Cleethorpes Spectateurs : 7 051 Arbitrage : Samuel Barrott |

| 7 février 2023 | Fleetwood Town (3) | 1 - 0   | Sheffield Wednesday (3) |                                                                         |                                                                         |
| 20h45          | Gomes 60e          | (0 - 0) |                         | Highbury Stadium, Fleetwood Spectateurs : 2 983 Arbitrage : Darren Bond | Highbury Stadium, Fleetwood Spectateurs : 2 983 Arbitrage : Darren Bond |
| 20h45          | Rapport            |         |                         | Highbury Stadium, Fleetwood Spectateurs : 2 983 Arbitrage : Darren Bond | Highbury Stadium, Fleetwood Spectateurs : 2 983 Arbitrage : Darren Bond |

| 7 février 2023 | Sheffield United (2)                        | 3 - 1   | Wrexham AFC (5)   |                                                                        |                                                                        |
| 20h45          | Ahmedhodžić 50e · Sharp 90+4e · Berge 90+6e | (0 - 0) | 59e (pen.) Mullin | Bramall Lane, Sheffield Spectateurs : 20 310 Arbitrage : Leigh Doughty | Bramall Lane, Sheffield Spectateurs : 20 310 Arbitrage : Leigh Doughty |
| 20h45          | Rapport                                     |         |                   | Bramall Lane, Sheffield Spectateurs : 20 310 Arbitrage : Leigh Doughty | Bramall Lane, Sheffield Spectateurs : 20 310 Arbitrage : Leigh Doughty |

| 8 février 2023 | Sunderland AFC (2)        | 2 - 3   | Fulham FC (1)                         |                                                                            |                                                                            |
| 20h45          | Clarke 77e · Bennette 90e | (0 - 1) | 8e Wilson · 59e Pereira · 82e Kurzawa | Stadium of Light, Sunderland Spectateurs : 29 651 Arbitrage : Tim Robinson | Stadium of Light, Sunderland Spectateurs : 29 651 Arbitrage : Tim Robinson |
| 20h45          | Rapport                   |         |                                       | Stadium of Light, Sunderland Spectateurs : 29 651 Arbitrage : Tim Robinson | Stadium of Light, Sunderland Spectateurs : 29 651 Arbitrage : Tim Robinson |

### Cinquième tour (1/8 de finale)

#### Participants
Le tirage au sort a lieu le 30 janvier 2023.

#### Rencontres
Les rencontres sont prévues le mardi 28 février et le mercredi 1er mars 2023.
| 28 février 2023 | Stoke City (2) | 0 - 1   | Brighton & Hove Albion (1) |                                                                             |                                                                             |
| 20h15           |                | (0 - 1) | 30e Ferguson               | Bet365 Stadium, Stoke-on-Trent Spectateurs : 12 949 Arbitrage : Darren Bond | Bet365 Stadium, Stoke-on-Trent Spectateurs : 12 949 Arbitrage : Darren Bond |
| 20h15           | Rapport        |         |                            | Bet365 Stadium, Stoke-on-Trent Spectateurs : 12 949 Arbitrage : Darren Bond | Bet365 Stadium, Stoke-on-Trent Spectateurs : 12 949 Arbitrage : Darren Bond |

| 28 février 2023 | Leicester City (1) | 1 - 2   | Blackburn Rovers (2)     |                                                                             |                                                                             |
| 20h30           | Iheanacho 67e      | (0 - 1) | 33e Dolan · 52e Szmodics | King Power Stadium, Leicester Spectateurs : 23 379 Arbitrage : Tim Robinson | King Power Stadium, Leicester Spectateurs : 23 379 Arbitrage : Tim Robinson |
| 20h30           | Rapport            |         |                          | King Power Stadium, Leicester Spectateurs : 23 379 Arbitrage : Tim Robinson | King Power Stadium, Leicester Spectateurs : 23 379 Arbitrage : Tim Robinson |

| 28 février 2023 | Fulham FC (1)              | 2 - 0   | Leeds United (1) |                                                                         |                                                                         |
| 20h45           | Palhinha 21e · Solomon 56e | (1 - 0) |                  | Craven Cottage, Londres Spectateurs : 19 359 Arbitrage : Chris Kavanagh | Craven Cottage, Londres Spectateurs : 19 359 Arbitrage : Chris Kavanagh |
| 20h45           | Rapport                    |         |                  | Craven Cottage, Londres Spectateurs : 19 359 Arbitrage : Chris Kavanagh | Craven Cottage, Londres Spectateurs : 19 359 Arbitrage : Chris Kavanagh |

| 28 février 2023 | Bristol City (2) | 0 - 3   | Manchester City (1)          |                                                                              |                                                                              |
| 21h00           |                  | (0 - 1) | 7e 74e Foden · 81e De Bruyne | Ashton Gate Stadium, Bristol Spectateurs : 25 713 Arbitrage : Andre Marriner | Ashton Gate Stadium, Bristol Spectateurs : 25 713 Arbitrage : Andre Marriner |
| 21h00           | Rapport          |         |                              | Ashton Gate Stadium, Bristol Spectateurs : 25 713 Arbitrage : Andre Marriner | Ashton Gate Stadium, Bristol Spectateurs : 25 713 Arbitrage : Andre Marriner |

| 1er mars 2023 | Southampton FC (1) | 1 - 2   | Grimsby Town (4)              |                                                                                |                                                                                |
| 20h15         | Caleta-Car 65e     | (0 - 0) | 46e (pen.) 50e (pen.) Holohan | St Mary's Stadium, Southampton Spectateurs : 17 051 Arbitrage : Thomas Bramall | St Mary's Stadium, Southampton Spectateurs : 17 051 Arbitrage : Thomas Bramall |
| 20h15         | Rapport            |         |                               | St Mary's Stadium, Southampton Spectateurs : 17 051 Arbitrage : Thomas Bramall | St Mary's Stadium, Southampton Spectateurs : 17 051 Arbitrage : Thomas Bramall |

| 1er mars 2023 | Burnley FC (2) | 1 - 0   | Fleetwood Town (3) |                                                                     |                                                                     |
| 20h30         | Roberts 90e    | (0 - 0) |                    | Turf Moor, Burnley Spectateurs : 15 987 Arbitrage : Dean Whitestone | Turf Moor, Burnley Spectateurs : 15 987 Arbitrage : Dean Whitestone |
| 20h30         | Rapport        |         |                    | Turf Moor, Burnley Spectateurs : 15 987 Arbitrage : Dean Whitestone | Turf Moor, Burnley Spectateurs : 15 987 Arbitrage : Dean Whitestone |

| 1er mars 2023 | Manchester United (1)                        | 3 - 1   | West Ham United (1) |                                                                             |                                                                             |
| 20h45         | Aguerd 77e (csc) · Garnacho 90e · Fred 90+5e | (0 - 0) | 54e Benrahma        | Old Trafford, Manchester Spectateurs : 72 571 Arbitrage : Michael Salisbury | Old Trafford, Manchester Spectateurs : 72 571 Arbitrage : Michael Salisbury |
| 20h45         | Rapport                                      |         |                     | Old Trafford, Manchester Spectateurs : 72 571 Arbitrage : Michael Salisbury | Old Trafford, Manchester Spectateurs : 72 571 Arbitrage : Michael Salisbury |

| 1er mars 2023 | Sheffield United (2) | 1 - 0   | Tottenham Hotspur (1) |                                                                      |                                                                      |
| 20h55         | Ndiaye 79e           | (0 - 0) |                       | Bramall Lane, Sheffield Spectateurs : 28 308 Arbitrage : John Brooks | Bramall Lane, Sheffield Spectateurs : 28 308 Arbitrage : John Brooks |
| 20h55         | Rapport              |         |                       | Bramall Lane, Sheffield Spectateurs : 28 308 Arbitrage : John Brooks | Bramall Lane, Sheffield Spectateurs : 28 308 Arbitrage : John Brooks |

### Quarts de finale

#### Participants
Le tirage au sort a lieu le 1er mars 2023.

#### Rencontres
Les rencontres sont prévues le samedi 18 et dimanche 19 mars 2023.
| 18 mars 2023 | Manchester City (1)                                | 6 - 0   | Burnley FC (2) |                                                                         |                                                                         |
| 18h45        | Haaland 32e 35e 59e · Álvarez 62e 73e · Palmer 68e | (2 - 0) |                | Etihad Stadium, Manchester Spectateurs : 51 688 Arbitrage : John Brooks | Etihad Stadium, Manchester Spectateurs : 51 688 Arbitrage : John Brooks |
| 18h45        | Rapport                                            |         |                | Etihad Stadium, Manchester Spectateurs : 51 688 Arbitrage : John Brooks | Etihad Stadium, Manchester Spectateurs : 51 688 Arbitrage : John Brooks |

| 19 mars 2023 | Sheffield United (2)                             | 3 - 2   | Blackburn Rovers (2)                    |                                                                       |                                                                       |
| 13h00        | Gallagher 28e (csc) · McBurnie 81e · Doyle 90+1e | (1 - 1) | 21e (pen.) Brereton Díaz · 60e Szmodics | Bramall Lane, Sheffield Spectateurs : 25 814 Arbitrage : Tim Robinson | Bramall Lane, Sheffield Spectateurs : 25 814 Arbitrage : Tim Robinson |
| 13h00        | Rapport                                          |         |                                         | Bramall Lane, Sheffield Spectateurs : 25 814 Arbitrage : Tim Robinson | Bramall Lane, Sheffield Spectateurs : 25 814 Arbitrage : Tim Robinson |

| 19 mars 2023 | Brighton & Hove Albion (1)                           | 5 - 0   | Grimsby Town (4) |                                                                       |                                                                       |
| 15h15        | Undav 6e · Ferguson 51e 70e · March 82e · Mitoma 90e | (1 - 0) |                  | Falmer Stadium, Falmer Spectateurs : 29 415 Arbitrage : Jarred Gillet | Falmer Stadium, Falmer Spectateurs : 29 415 Arbitrage : Jarred Gillet |
| 15h15        | Rapport                                              |         |                  | Falmer Stadium, Falmer Spectateurs : 29 415 Arbitrage : Jarred Gillet | Falmer Stadium, Falmer Spectateurs : 29 415 Arbitrage : Jarred Gillet |

| 19 mars 2023 | Manchester United (1)                     | 3 - 1   | Fulham FC (1) |                                                                          |                                                                          |
| 17h30        | Fernandes 75e (pen.) 90+6e · Sabitzer 77e | (0 - 0) | 50e Mitrović  | Old Trafford, Manchester Spectateurs : 73 511 Arbitrage : Chris Kavanagh | Old Trafford, Manchester Spectateurs : 73 511 Arbitrage : Chris Kavanagh |
| 17h30        | Rapport                                   |         |               | Old Trafford, Manchester Spectateurs : 73 511 Arbitrage : Chris Kavanagh | Old Trafford, Manchester Spectateurs : 73 511 Arbitrage : Chris Kavanagh |

### Demi-finale

#### Participants
Le tirage au sort a lieu le 19 mars 2023.

#### Rencontres
Les rencontres sont prévues le samedi 22 avril 2023.
| 22 avril 2023 | Manchester City (1)                   | 3 - 0   | Sheffield United (2) | Stade de Wembley, Londres                       |                                                 |
| 17h45         | ( Grealish) Mahrez 43e (pen.) 61e 66e | (1 - 0) |                      | Spectateurs : 69 603 Arbitrage : Stuart Attwell | Spectateurs : 69 603 Arbitrage : Stuart Attwell |
| 17h45         | Rapport                               |         |                      | Spectateurs : 69 603 Arbitrage : Stuart Attwell | Spectateurs : 69 603 Arbitrage : Stuart Attwell |

| 23 avril 2023 | Brighton & Hove Albion (1)                                       | 0 - 0                 | Manchester United (1)                                                 | Stade de Wembley, Londres                     |                                               |
| 17h30         |                                                                  | (0 - 0, 0 - 0, 0 - 0) |                                                                       | Spectateurs : 81 445 Arbitrage : Craig Pawson | Spectateurs : 81 445 Arbitrage : Craig Pawson |
| 17h30         | Mitoma 92e                                                       | Rapport               | 36e Casemiro · 53e Shaw · 97e Lindelöf ·                              | Spectateurs : 81 445 Arbitrage : Craig Pawson | Spectateurs : 81 445 Arbitrage : Craig Pawson |
| 17h30         | Mac Allister · Groß · Undav · Estupiñán · Dunk · Webster · March | Tirs au but 6 - 7     | Casemiro · Dalot · Sancho · Rashford · Sabitzer · Weghorst · Lindelöf | Spectateurs : 81 445 Arbitrage : Craig Pawson | Spectateurs : 81 445 Arbitrage : Craig Pawson |

### Finale
| Manchester City · |                 |       |
| Titulaires :      |                 |       |
|                   |                 |       |
| 18                | Stefan Ortega   |       |
| 02                | Kyle Walker     | 90+5e |
| 03                | Rúben Dias      |       |
| 25                | Manuel Akanji   |       |
| 05                | John Stones     |       |
| 16                | Rodri           |       |
| 20                | Bernardo Silva  |       |
| 17                | Kevin De Bruyne | 76e   |
| 08                | İlkay Gündoğan  |       |
| 10                | Jack Grealish   | 89e   |
| 09                | Erling Haaland  |       |
|                   |                 |       |
| Remplaçants :     |                 |       |
| 31                | Ederson         |       |
| 04                | Kalvin Phillips |       |
| 06                | Nathan Aké      | 89e   |
| 14                | Aymeric Laporte | 90+5e |
| 19                | Julián Álvarez  |       |
| 26                | Riyad Mahrez    |       |
| 47                | Phil Foden      | 76e   |
| 80                | Cole Palmer     |       |
| 82                | Rico Lewis      |       |
|                   |                 |       |
| Entraîneur :      |                 |       |
| Pep Guardiola     |                 |       |

| Manchester United · |                    |     |
| Titulaires :        |                    |     |
|                     |                    |     |
| 01                  | David de Gea       |     |
| 29                  | Aaron Wan-Bissaka  |     |
| 02                  | Victor Lindelöf    | 83e |
| 19                  | Raphaël Varane     |     |
| 23                  | Luke Shaw          |     |
| 18                  | Casemiro           |     |
| 17                  | Fred               |     |
| 08                  | Bruno Fernandes    |     |
| 14                  | Christian Eriksen  | 62e |
| 25                  | Jadon Sancho       | 78e |
| 10                  | Marcus Rashford    |     |
|                     |                    |     |
| Remplaçants :       |                    |     |
| 31                  | Jack Butland       |     |
| 05                  | Harry Maguire      |     |
| 12                  | Tyrell Malacia     |     |
| 20                  | Diogo Dalot        |     |
| 27                  | Wout Weghorst      | 78e |
| 28                  | Facundo Pellistri  |     |
| 36                  | Anthony Elanga     |     |
| 39                  | Scott McTominay    | 83e |
| 49                  | Alejandro Garnacho | 62e |
|                     |                    |     |
| Entraîneur :        |                    |     |
| Erik ten Hag        |                    |     |

| Manchester City · |                 |       |
| Titulaires :      |                 |       |
|                   |                 |       |
| 18                | Stefan Ortega   |       |
| 02                | Kyle Walker     | 90+5e |
| 03                | Rúben Dias      |       |
| 25                | Manuel Akanji   |       |
| 05                | John Stones     |       |
| 16                | Rodri           |       |
| 20                | Bernardo Silva  |       |
| 17                | Kevin De Bruyne | 76e   |
| 08                | İlkay Gündoğan  |       |
| 10                | Jack Grealish   | 89e   |
| 09                | Erling Haaland  |       |
|                   |                 |       |
| Remplaçants :     |                 |       |
| 31                | Ederson         |       |
| 04                | Kalvin Phillips |       |
| 06                | Nathan Aké      | 89e   |
| 14                | Aymeric Laporte | 90+5e |
| 19                | Julián Álvarez  |       |
| 26                | Riyad Mahrez    |       |
| 47                | Phil Foden      | 76e   |
| 80                | Cole Palmer     |       |
| 82                | Rico Lewis      |       |
|                   |                 |       |
| Entraîneur :      |                 |       |
| Pep Guardiola     |                 |       |

| Manchester United · |                    |     |
| Titulaires :        |                    |     |
|                     |                    |     |
| 01                  | David de Gea       |     |
| 29                  | Aaron Wan-Bissaka  |     |
| 02                  | Victor Lindelöf    | 83e |
| 19                  | Raphaël Varane     |     |
| 23                  | Luke Shaw          |     |
| 18                  | Casemiro           |     |
| 17                  | Fred               |     |
| 08                  | Bruno Fernandes    |     |
| 14                  | Christian Eriksen  | 62e |
| 25                  | Jadon Sancho       | 78e |
| 10                  | Marcus Rashford    |     |
|                     |                    |     |
| Remplaçants :       |                    |     |
| 31                  | Jack Butland       |     |
| 05                  | Harry Maguire      |     |
| 12                  | Tyrell Malacia     |     |
| 20                  | Diogo Dalot        |     |
| 27                  | Wout Weghorst      | 78e |
| 28                  | Facundo Pellistri  |     |
| 36                  | Anthony Elanga     |     |
| 39                  | Scott McTominay    | 83e |
| 49                  | Alejandro Garnacho | 62e |
|                     |                    |     |
| Entraîneur :        |                    |     |
| Erik ten Hag        |                    |     |

## Nombre d'équipes par division et par tour
| Divisions / Manches      | 3e tour (1/32 de finale) (38 rencontres) | 4e tour (1/16 de finale) (22 rencontres) | 5e tour (1/8 de finale) (8 rencontres) | Quarts de finale (4 rencontres) | Demi-finales (2 rencontres) | Finale (1 rencontres) |
| ------------------------ | ---------------------------------------- | ---------------------------------------- | -------------------------------------- | ------------------------------- | --------------------------- | --------------------- |
| Premier League 20 clubs  | 20                                       | 11                                       | 9                                      | 4                               | 3                           | 2                     |
| Championship 24 clubs    | 24                                       | 12                                       | 5                                      | 3                               | 1                           | Aucune équipe         |
| League One 24 clubs      | 11                                       | 5                                        | 1                                      | Aucune équipe                   | Aucune équipe               | Aucune équipe         |
| League Two 24 clubs      | 6                                        | 3                                        | 1                                      | 1                               | Aucune équipe               | Aucune équipe         |
| National League 24 clubs | 3                                        | 1                                        | Aucune équipe                          | Aucune équipe                   | Aucune équipe               | Aucune équipe         |
| Total                    | 64                                       | 32                                       | 16                                     | 8                               | 4                           | 2                     |